# Hockey Thiene
Associazione Sportiva Dilettantistica Hockey Thiene, o senzillament Hockey Thiene, és un club d'hoquei sobre patins de la localitat italiana de Thiene, a la regió del Vèneto. Va ser fundat l'any 1957 i actualment milita a la Serie A2 italiana.
Han guanyat 3 Copes italianes de la SerieA2 els anys 2004, 2009 i 2015.
LA seva major fita va ser el subcampionat a la Copa de la CERS de la temporada 1992/93, on va ser derrotat a la final pel Hockey Novara.
L'any 2017, el Comité Olímpic Nacional Italià (CONI), va condecorar l'entitat amb l'Estrella de Bronze al Mèrit Esportiu pels seus 60 anys d'activitat.